# Parafia św. Andrzeja Apostoła i św. Wawrzyńca w Baranowie
Parafia Świętego Andrzeja Apostoła i Świętego Wawrzyńca w Baranowie – parafia rzymskokatolicka należąca do dekanatu Kępno diecezji kaliskiej. Została utworzona w 1400. Mieści się przy ulicy Kościelnej. Prowadzą ją księża diecezjalni.